# 田島亜聖
田島 亜聖（たじま あせい、1977年4月1日 - ）は、日本のDJ（ラジオパーソナリティ）、CMナレーター、ローカルタレント。ミネベアミツミFCホーム戦のスタジアムDJも務めている。別名：緑の貴婦人。宮崎県宮崎市出身。

## 出演

### テレビ番組
- 五時生テレビ！（宮崎ケーブルテレビ）[5]
- JUNK TV（宮崎ケーブルテレビ）[6]
- てげテレ（宮崎ケーブルテレビ） - 金曜レギュラー[4][7]
- あるあるセブン（宮崎放送） - レギュラー放送終了後の復活スペシャルにも引き続き出演[8]。
- こちら祇園二丁目濱田製作所（宮崎ケーブルテレビ）[9]
- ちょっくらカメラ散歩（宮崎ケーブルテレビ）[9]
- アタック・ルアーフィッシング（宮崎ケーブルテレビ）[10]

### ラジオ番組
- 超★ドッキングラジオ（MRTラジオ） - 『ザ★ドッキングラジオ』時代から出演[11]。
- GO!GO!ワイド（MRTラジオ） - 月曜・火曜パーソナリティ[12]